# 모강인
모강인(牟康仁, 1957년 8월 24일~)은 대한민국의 경찰공무원이다. 제24대 경찰청 차장, 제11대 해양경찰청장을 지냈다. 전남 함평 출생이다.

## 학력
- 동산고등학교 졸업
- 한국사이버대학교 법학 학사

## 경력
- 2002~2003. 1. 제28대 서울 서부경찰서 서장
- ~2004. 1. 경찰청 정보4과 과장
- 2004. 1.~2005. 1. 경찰청 정보3과 과장
- 2005. 1.~2005. 5. 경찰청장 보좌관
- 2005. 5.~2006. 12. 울산지방경찰청장
- 2006. 12.~2008: 서울지방경찰청 정보관리부 부장
- 2008. 2.~2009. 3. 대통령실 민정수석실 치안비서관
- 2009. 3.~2010. 1. 인천지방경찰청장
- 2010. 1.~2010. 9. 경찰청 차장
- 2010. 9.~2012. 5. 해양경찰청장
- CJ 대한통운(주) 고문
- 대상산업(주) 고문
- 인천광역시 부평구청 정책실명제위원
- 해사경영안전연구소 대표
- 사단법인 인문의향기 이사장
- 법무법인 AK 상임고문

| 전임 최병민 | 제24대 경찰청 차장 2010년 1월 6일~2010년 9월 6일 | 후임 박종준 |

| 전임 이길범 | 제11대 해양경찰청장 2010년 9월 8일~2012년 5월 7일 | 후임 이강덕 |